# XXX (альбом Денні Брауна)
XXX — другий студійний альбом детройтського репера Денні Брауна, виданий 15 серпня 2011 р. бруклінським лейблом Fool's Gold Records для безкоштовного завантаження.
Платівка посіла 19-те місце списку «50 найкращих альбомів 2011 р.» за версією Pitchfork Media. Журнал Spin назвав реліз «Хіп-хоп альбомом 2011 р.». 13 березня 2012 платівка з'явилася на iTunes з трьома новими треками та цифровим буклетом. Бонуси пізніше видали на The OD EP на вінилі.
За словами репера, альбом умовно поділяється на дві сторони, при цьому на першій мова йде переважно про розваги. Трек «DNA» є першою піснею сторони Б, яка містить серйозніші композиції.

## Список пісень
| #   | Назва                                 | Продюсер        | Тривалість |
| --- | ------------------------------------- | --------------- | ---------- |
| 1.  | «XXX»                                 | Frank Dukes     | 1:51       |
| 2.  | «Die Like a Rockstar»                 | SKYWLKR         | 2:26       |
| 3.  | «Pac Blood»                           | Brandun DeShay  | 2:32       |
| 4.  | «Radio Song»                          | Brandun DeShay  | 2:22       |
| 5.  | «Lie4»                                | SKYWLKR         | 3:12       |
| 6.  | «I Will»                              | Squadda Bambino | 3:16       |
| 7.  | «Bruiser Brigade» (з участю Dopehead) | SKYWLKR         | 3:45       |
| 8.  | «Detroit 187» (з участю Chip$)        | Nick Speed      | 3:05       |
| 9.  | «Monopoly»                            | Quelle          | 2:45       |
| 10. | «Blunt after Blunt»                   | SKYWLKR         | 3:26       |
| 11. | «Outer Space»                         | SKYWLKR         | 2:44       |
| 12. | «Adderall Admiral»                    | Paul White      | 1:43       |
| 13. | «DNA»                                 | Frank Dukes     | 2:57       |
| 14. | «Nosebleeds»                          | DJ House Shoes  | 1:37       |
| 15. | «Party All the Time»                  | Brandun DeShay  | 3:28       |
| 16. | «EWNESW»                              | Quelle          | 2:23       |
| 17. | «Fields»                              | Paul White      | 2:33       |
| 18. | «Scrap or Die»                        | Paul White      | 3:56       |
| 19. | «30»                                  | SKYWLKR         | 3:18       |

| Бонус-треки делюкс-видання на iTunes | Бонус-треки делюкс-видання на iTunes | Бонус-треки делюкс-видання на iTunes | Бонус-треки делюкс-видання на iTunes |
| #                                    | Назва                                | Продюсер                             | Тривалість                           |
| ------------------------------------ | ------------------------------------ | ------------------------------------ | ------------------------------------ |
| 20.                                  | «Baseline»                           | SKYWLKR                              | 2:40                                 |
| 21.                                  | «Witit»                              | SKYWLKR                              | 2:43                                 |
| 22.                                  | «Shouldn't Of»                       | SKYWLKR                              | 2:29                                 |